# Efterskælv
Et efterskælv er et mindre jordskælv, der finder sted i et område, hvor der lige har været et større jordskælv. Efterskælvet har således mindre magnitude. Ofte kommer der flere efterskælv efter større jordskælv. Det skyldes, at det tager tid før jordskorpen falder til ro igen. Sker det, at efterskælv har større magnitude end det foregående jordskælv, bliver dette 'nedgraderet' til et forskælv.